# QV Telescopii
HR 6819, còn gọi là HD 167128 hoặc QV Telescopii (viết tắt thành QV Tel), là một hệ sao gồm ba thiên thể trong chòm sao Viễn Vọng Kính (Telescopium) ở bán cầu nam, nó nằm ở góc tây nam của chòm sao này tiếp giáp với chòm sao Khổng Tước (Pavo) và Thiên Đàn (Ara). Thoạt nhìn hệ sao này hiện lên như là một sao biến quang (biến tinh) có thể thấy khá mờ bằng mắt thường với cấp sao biểu kiến nằm trong khoảng từ 5,32 đến 5,39 tương ứng với của Sao Thiên Vương vào thời điểm sáng nhất. Nó nằm ở khoảng cách khoảng 1120 năm ánh sáng từ Mặt Trời, và đang trôi xa dần với tốc độ 94 km/s. Một nghiên cứu vào tháng 5 năm 2020 đã báo cáo rằng nó có chứa một lỗ đen, khiến nó trở thành lỗ đen gần nhất được biết đến và là lỗ đen đầu tiên nằm trong một hệ thống sao có thể nhìn thấy bằng mắt thường. Do vị trí của nó trên bầu trời, hệ sao này chỉ có thể quan sát đối với người ở vĩ độ 33°N trở lên.

## Sao thành phần

Hình ảnh trường rộng của QV telescopii (giữa) trong chòm sao Viễn Vọng Kính.

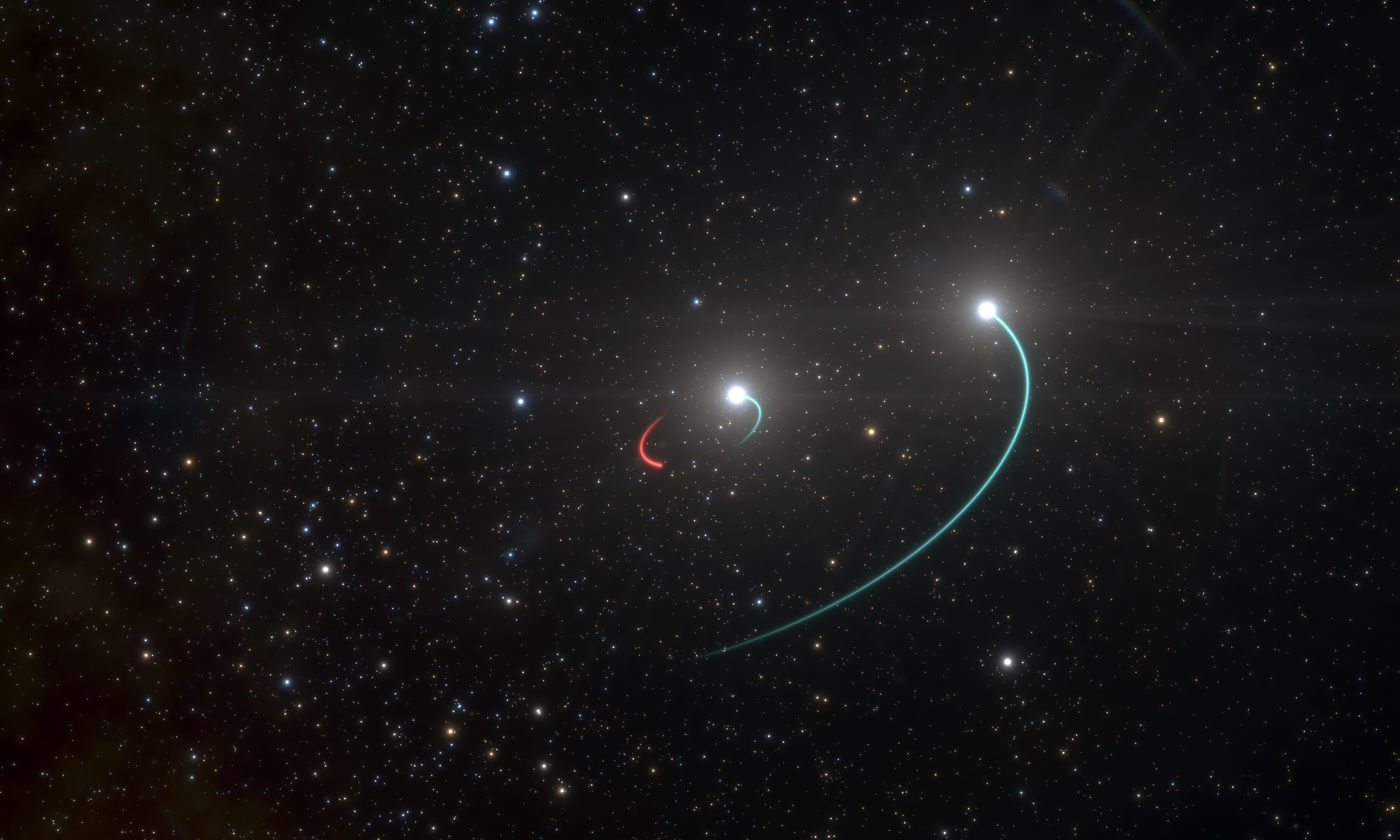
Hình dung về hệ sao gồm ba thiên thể HR 6819, bao gồm cả lỗ đen Ab (quỹ đạo màu đỏ) trong hệ đôi bên trong.

HR 6819 là một hệ sao phân cấp gồm ba thiên thể có chứa một ngôi sao loại Be cổ điển nằm trên một quỹ đạo rộng với chu kỳ chưa xác định quay xung quanh một hệ có 2 thiên thể, một ngôi sao loại B3 III và một lỗ đen (không có đĩa bồi tụ) (≥ 5± 0,4 khối lượng Mặt Trời), được gọi là Ab quay quanh nhau với chu kỳ 40,3 ngày.
Trước đây HR 6819 từng được coi là một ngôi sao duy nhất, cho đến năm 2009 khi nhà thiên văn học Monika Maintz kết luận là trong quang phổ của nó phải chứa dấu hiệu của hai ngôi sao. Tuy vậy, việc mở rộng phân tích bị cản trở bởi các giới hạn quan sát. Khi nhà thiên văn Thomas Rivinius và cộng sự thực hiện các phép đo vận tốc xuyên tâm, họ cho rằng có sự tồn tại của một lỗ đen khối lượng sao trong hệ này. Mặc dù hệ HR 6819 đã từng được miêu tả như là một thành viên của nhóm sao Sco OB2 cùng hướng và vận tốc chuyển động, một phân tích gần đây cho thấy nó là một hệ sao già hơn và không thuộc nhóm sao này.
Quang phổ của HR 6819 có chứa cả các vạch hấp thụ hẹp và mở rộng. Các vạch mở rộng có nguồn gốc từ sao loại Be tự quay nhanh, trong khi các vạch hẹp đến từ sao khổng lồ loại B tự quay chậm hơn. Sự biến thiên trong vận tốc xuyên tâm của các vạch này ám chỉ rằng sao khổng lồ B quay trên quỹ đạo 40 ngày, khác với sao loại Be. Do vậy, phải có một thiên thể thứ ba, không quan sát được trong hệ, và là thành phần của quỹ đạo có chu kỳ 40 ngày. Kết quả phân tích các tham số quỹ đạo cho biết vật thể thứ ba này có khối lượng đủ lớn để suy đoán nó là một lỗ đen.

### QV Tel Aa
Hiện tại được phân biệt thành Aa (so với A trước đây), ngôi sao chính trong hệ là một sao khổng lồ xanh loại B3 III. Nó có khối lượng xấp xỉ 6 M☉. Nó và vật thể đồng hành không quan sát được tạo thành hệ đôi bên trong có chu kỳ quỹ đạo 40,33 ngày.
Kiểu phổ của sao Aa xác định thuộc loại B3 từ các vạch quang phổ hẹp rõ nét trong quang phổ tổng hợp. So sánh các vạch quang phổ khác nhau cho thấy QV Tel Aa là một sao khổng lồ với nhiệt độ bề mặt từ 16.000 K đến 18.000 K. Khối lượng của sao ước tính vào khoảng 6.3 M☉, và không nhỏ hơn 5 M☉.

### QV Tel Ab (lỗ đen)
Các phép đo vận tốc xuyên tâm của sao QV Tel Aa vào năm 2020 cho thấy sự hiện diện của một vật thể đồng hành không quan sát được, ký hiệu là Ab, và dường như vật thể này là một lỗ đen khối lượng sao. Cách xa Mặt Trời 1120 năm ánh sáng, nó trở thành lỗ đen được biết đến gần nhất so với Mặt Trời. Vì hệ sao này có cấp sao biểu kiến 5,36, xấp xỉ với độ sáng lớn nhất của Sao Thiên Vương, đây là lỗ đen đầu tiên được phát hiện nằm trong 9.000 hệ sao có thể quan sát bằng mắt thường. Do không phát hiện được dấu hiệu của lỗ đen thông qua phổ quang học và dữ liệu tia X quan sát, vì vậy nếu có bất kỳ một đĩa bồi tụ nào bao quanh nó thì sự hoạt động của đĩa và lỗ đen phải rất yếu và yên lặng.
Từ quỹ đạo chuyển động của sao khổng lồ xanh quan sát được chỉ ra rằng khối lượng nhỏ nhất của vật thể tối Ab phải lớn ít nhất bằng khối lượng của sao Aa. Vì khối lượng của sao khổng lồ xanh Aa đo được khá chính xác bằng 5 M☉, nên khối lượng của vật thể Ab phải bằng ít nhất 4.2 M☉. Nếu phương quan sát không trùng với mặt phẳng quỹ đạo của hệ, thì khối lượng của Ab phải lớn hơn. Bất kỳ một ngôi sao nào với khối lượng như thế phải dễ dàng quan sát được thông qua quang phổ, và những thiên thể không phát hiện được, chẳng hạn như sao neutron, lại không thể có khối lượng lớn đến như vậy. Do đó, thiên thể Ab có khả năng cao là một lỗ đen.

### QV Tel B
Ngôi sao thứ hai, nằm ở bên ngoài, ký hiệu B là một ngôi sao loại Be với phân loại quang phổ sao B3IIIpe. Hậu tố 'e' chỉ ra có các vạch phát xạ trong phổ của nó. Đây là một ngôi sao trắng xanh quay nhanh và bao quanh nó là một đĩa khí nóng phân tán. Samus và cộng sự. (2017) liệt kê ngôi sao này là sao biến quang, mặc dù tính chất không giống với kiểu sao Gamma Cassiopeiae. Ước tính ngôi sao này khoảng 50 triệu năm tuổi, với vận tốc tự quay ước lượng là 50 km/s.
Các vạch phát xạ trong quang phổ là rõ nét, nhưng các vạch hấp thụ từ sao QV Tel B lại yếu do vậy khó xác định được kiểu phổ chính xác của sao này. Nhìn chung lớp phổ của nó giống với sao QV Tel Aa, nhưng ở một số vạch phổ phụ thuộc độ sáng lại tương đối yếu do vậy nhiều khả năng Be là một sao trong dãy chính. Nó biểu hiện hơi nóng hơn và ít sáng hơn so với sao Aa, nhưng khó xác định được các đặc trưng chính xác do sự tự quay nhanh của nó, các vạch hấp thụ mờ yếu, và sự có mặt các vạch phát xạ mạnh từ đĩa khí nóng bao quanh.